# Amblychia torrida
Amblychia torrida är en fjärilsart som beskrevs av Moore 1877. Amblychia torrida ingår i släktet Amblychia och familjen mätare. Inga underarter finns listade i Catalogue of Life.